# Luchthaven Iași
Iași International Airport (Roemeens: Aeroportul Internațional Iași) IATA-code: IAS, ligt 8 kilometer ten noorden van Iaşi, na Boekarest de grootste stad van het land, in het noordoosten van Roemenië.

## Geschiedenis
Iași Airport is een van de oudste vliegvelden van Roemenië. Op 24 juni 1926 werd de eerste lijndienst geopend op de route Boekarest – Galați – Iași – Chisinau, uitgevoerd door Compagnie Franco-Roumaine de Navigation Aérienne - CFRNA, later LARES.
In 1969 werd de luchthaven gemoderniseerd met een nieuwe startbaan, licht systeem en een terminal. In 2001 werd de terminal uitgebreid en in 2005 werd het CAT II systeem ingevoerd.

## Maatschappijen en Bestemmingen
| Luchtvaartmaatschappij                             | Bestemmingen (juni 2011)                   |
| -------------------------------------------------- | ------------------------------------------ |
| Air Bucharest                                      | Seizoen: Antalya, Milas-Bodrum             |
| Austrian Airlines uitgevoerd door Tyrolean Airways | Wenen                                      |
| Carpatair                                          | Timișoara, Rome-Fiumicino Seizoen: Antalya |
| TAROM                                              | Boekarest-Henri Coandă                     |

## Aantal passagiers
In 2010 verwelkomde het vliegveld 164,000 passagiers, 10.4% meer dan in 2009.
-
| -1.314.255 (2019)